# Santa María de Corcó
Santa María de Corcó (oficialmente y en catalán L'Esquirol) es una localidad y municipio español situado en la parte nororiental de la comarca de Osona, en la provincia de Barcelona, comunidad autónoma de Cataluña. Limita con los municipios barceloneses de San Pedro de Torelló, Torelló, Manlleu, las Masías de Roda, Tavertet y Rupit y Pruit, y con el municipio gerundense de Vall de Bas. El actual nombre oficial lo es desde 2014.
El término municipal incluye, además de la localidad de l'Esquirol, los núcleos de población de San Martín Sescorts, San Julián de Cabrera y Cantonigrós.

## Demografía
Santa María de Corcó cuenta con una población de  habitantes (INE ).
| Gráfica de evolución demográfica de Santa María de Corcó entre 1842 y 2021 |
| |
| Población de derecho según los censos de población del INE. Población de hecho según los censos de población del INE.En estos censos se denominaba Santa María de Corcó y San Julián de Cabrera: 1842. Entre el censo de 1900 y el anterior, crece el término del municipio porque incorpora a San Martín Sescorts. |

## Comunicaciones
El municipio está atravesado por la carretera comarcal C-153, de Vich a Olot.

## Historia
El primer lugar documentado del actual municipio es la iglesia de San Martín Sescorts en el año 934. En 940 aparece documentado por primera vez el castillo de Cabrera y en 952 la iglesia de Santa María de Corcó en la forma Corgolone. La iglesia de San Julián de Cabrera se conoce desde principios del siglo XI.
En 1814 una parte del término formó el municipio de Masías de Santa María de Corcó que se reintegró al de Santa María de Corcó unos años después.
Hasta mediados del siglo XIX, el municipio se denominaba Santa María de Corcó y San Julián de Cabrera. El antiguo municipio de San Martín Sescorts se unió en 1900.
El nombre de l'Esquirol (ardilla en catalán) se le adjudicó a Santa María de Corcó por su posada homónima, que tenía este animal como mascota enjaulado en su vestíbulo hacia el siglo XIX. 
Algunos naturales de este pueblo (rodeado de fábricas textiles en los pueblos vecinos) se ofrecieron a trabajar en lugar de los huelguistas en 1902, en 1908 y en 1917, dando origen al mote despectivo esquirol para los rompehuelgas.
La iglesia parroquial de Santa María fue destruida durante la guerra civil y reconstruida a partir de 1940.

## Lugares de interés
- Iglesia de San Martín de Sescorts, de origen románico.
- Iglesia de San Julián de Cabrera, de origen románico.
- Santuario de Cabrera.
- Iglesia de Santa María de Vilanova.
- Puente románico del Esquirol.